# 장은아 (1983년)
장은아(1983년 1월 12일 ~ )는 대한민국의 가수, 뮤지컬 배우이다. 제이스민이라는 예명으로 활동하다가 현재는 자스라는 예명으로 활동중이다.
본래 추계예술대학교 판화과를 입학한 미술학도였는데, 학교 가요제인 청사가요제에 출전했다가 금상을 받은 걸 계기로 음악의 길로 들어섰다.

## 학력
- 추계예술대학교 판화과 학사[1]
- 홍익대학교 미술대학원 판화학과 석사

## 음반
- 《서울 1945 OST》 (2006년)
- 《마음에서 온 편지》 (2012년)
- 《보이스 코리아 Part 1》 (2012년)
- 《보이스 코리아 Part 3》 (2012년)
- 《Love`s Way》 (2012년)

### 더블유 앤 자스
- 《우리가 결혼할 수 있을까 OST Part 1》 (2012년)
- 《New Kid In Town》 (2013년)
- 《처용 OST Part 2》 (2014년)

## 가수 외 활동

### 방송
- 《보이스 코리아 시즌 1》 (Mnet, 2012년)
- 《미스터리 음악쇼 복면가왕》 (MBC, 2019년) - 제94대 가왕 코드네임 불난 위도우

### 뮤지컬
- 《광화문 연가》일본 공연 (2012년~2013년) - 여주 역
- 《지저스 크라이스트 수퍼스타》 (2013년) - 마리아 역
- 《머더 발라드》 (2013년) - 사라 역
- 《서편제》 (2014년) - 송화 역
- 《머더발라드》 (2014년) - 사라 역
- 《더데빌》 (2014년) - 그레첸 역
- 《지저스 크라이스트 슈퍼스타》 (2015년) - 마리아 역
- 《See What I Wanner See》 (2015년) - 케사, 아내, 여배우 역
- 《머더발라드》 (2015년) - 나레이터 역
- 《레베카》 (2015년~2016년) - 댄버스 부인 역
- 《에드거 앨런 포》 (2016년)- 버지니아 역
- 《엑스칼리버》 (2019년)- 모르가나 역
- 《마리 앙투아네트》(2019년) - 마그리드 아르노 역
- 《레베카》(2019년~2020년) - 댄버스 부인 역
- 《머더발라드》(2020년) - 나레이터 역

### 드라마
- 《나의 해리에게》 (ENA, 2024년) - 은신영 역